# Грюнветтерсбах
Грюнветтерсбах (нем. Grünwettersbach) — район города Карлсруэ. Расположен на юго-востоке города, рядом с городскими районами Вольфартсвайер на севере, Хоэнветтерсбах на северо-западе, Штупферих на западе, и Пальмбах на юго-западе.

## История
Старейшее сооружение деревни — это колокольня, которая была сооружена в 12.-13. столетии. Первое упоминание в хрониках о ней датируется 1278-м годом. 22 мая 1348 года патронажные права приходской церкви Грюнветтербаха были переданы Тевтонскому ордену. Она была реконструирована в 1781—1782 годах. С 1534 года, с введением Реформации в деревне, церковь стала протестантской. Город был основан, вероятно, монахами из монастыря Херренальб из Кальва. Деревня появилась в местной летописи под названием «Wedersbach», или «Weddersbach». В здании современной ратуши раньше размещались пожарная команда, полиция и тюрьма.
Грюнветтерсбах был включён в 1975 году в состав города Карлсруэ.

## Экономика и инфраструктура
Грюнветтерсбах вместе с Палмбахом (далее на юго-восток) является административной единицей Веттерсбаха (Wettersbach).
Поворот на Грюнветтерсбах находится по пути по федеральной трассе A8 на перекрёстке около Карлсбада между Карлсруэ и Пфорцхаймом.
Сегодня в здании ратуши расположена администрация, адресный стол, строительное ведомство, Управление по делам государственной службы и офис мэра. Грюнветтерсбаху принадлежит 70 акров парков.